# Селенид висмута-калия
Селени́д ви́смута-ка́лия — неорганическое соединение,
комплексный селенид калия и висмута с формулой KBiSe2,
кристаллы.

## Физические свойства
Селенид висмута-калия образует кристаллы
кубической сингонии,
пространственная группа F m3m,
параметры ячейки a = 0,592 нм, Z = 2.